# レオナルド・サスキンド
レオナルド・サスキンド（Leonard Susskind[ˈsʌskɪnd]、1940年6月16日 - ）はアメリカの物理学者。素粒子物理学における弦理論の創始者の一人。

## 人物
ニューヨークのサウス・ブロンクスに生まれる。大学に入る前に、配管工として働いた経験をもっていた。1962年に、ニューヨーク市立大学で物理学の学士資格を取る。1965年にコーネル大学で博士号をとる。
1966年から1970年まで、アメリカ合衆国のイェシーバー大学で、助教授をつとめる。1970年に、南部陽一郎、ホルガー・ニールセンとは独立に、ハドロンに関する弦理論を提唱する 。1971年から1972年にかけて、イスラエルのテルアビブ大学で教鞭をとるものの、アメリカに戻り、イェシーバー大学で、物理学教授となる。1979年より2000年まで、スタンフォード大学の教授となる。2007年からカナダ・ウォータールーのペリメータ理論物理研究所に務める。

## 主な研究業績
- ハドロンの弦理論[3]
- 格子ゲージ理論のハミルトニアン形式[4]
- スタッガード・フェルミオン[5]
- クォークの閉じ込め・非閉じ込め[6]
- テクニカラー理論[7]（スティーヴン・ワインバーグとは独立に提唱）
- 弦理論におけるブラックホールのエントロピー[8]
- ブラックホールの相補性[9]
- ホログラフィック原理[10]
- BFSS行列模型[11]
- ストリング・ランドスケープ[12]

## 主な受賞歴
- 1998年 - J・J・サクライ賞
- 2008年 - ポメランチュク賞
- 2018年 - オスカル・クラインメダル
- 2023年 - ディラック・メダル(ICTP)

## 書籍
日本語訳
- 「スタンフォード物理学再入門 特殊相対性理論・古典場の理論」 森弘之訳　2023年04月20日出版　日経BP社　ISBN 978-4296070442
- 「スタンフォード物理学再入門 量子力学」 森弘之訳　2016年02月04日出版　日経BP社 　ISBN　978-4822285425
- 「スタンフォード物理学再入門 力学」 森弘之訳　2014年08月28日出版　日経BP社 ISBN　978-4822285180
- 「ブラックホール戦争」 林田陽子 訳　2009年10月8日出版　日経BP社　ISBN 978-4822283650
- 「宇宙のランドスケープ」 林田陽子 訳　2006年12月21日出版　日経BP社　ISBN 978-4822282523